# Raviole bolognesi
Le raviole bolognesi (raviôl in bolognese) sono dei dolci tipici della tradizione contadina bolognese, che si preparavano in occasione della festa di san Giuseppe, il 19 marzo. Oggigiorno vengono prodotte e consumate tutto l'anno.

## Descrizione
Si tratta di dolcetti fatti con un impasto simile alla pasta frolla e ripieni di mostarda bolognese, una confettura tipica preparata con diversi tipi di frutta.
In occasione della ricorrenza di san Giuseppe si festeggiava la fine dell'inverno e la ripresa nel lavoro nei campi: nella tradizione contadina le raviole preparate venivano appese alle siepi lungo le strade, mettendole in questo modo a disposizione di tutti coloro che passavano.

### Ricetta
La ricetta classica prevede l'utilizzo della mostarda bolognese, sono comunque diffuse anche con altri tipi di confetture (prugne od albicocche ad esempio) e ne esiste anche una versione rossa colorata con l'alchermes .
È a Trebbo di Reno, una piccola frazione del comune di Castel Maggiore in provincia di Bologna, che si svolge da più di duecento anni la tradizionale Festa della Raviola, antica sagra dedicata al dolce di pastafrolla.